# Westukrainische Volksrepublik
Die Westukrainische Volksrepublik (ukrainisch Західноукраїнська Народна Республіка, Sachidno-Ukrajinska Narodna Respublika, SUNR) war ein von Ende 1918 bis Mai 1919 nach dem Zusammenbruch der Habsburgermonarchie für kurze Zeit existierender Staat auf dem Gebiet Ostgaliziens, der Nord-Bukowina und Transkarpatiens. Hauptstadt war in den ersten Wochen Lwiw, in den anschließenden fünf Monaten Stanislau. Das Gebiet hatte insgesamt eine ukrainische Bevölkerungsmehrheit, es gab aber eine signifikante polnische und jüdische Minderheit. In Lwiw und mehreren anderen größeren Städten waren polnischsprachige Bevölkerungsgruppen in der Mehrheit.

## Tragende Parteien
Die Westukrainische Volksrepublik war zwar unter dem Eindruck der Oktoberrevolution der russischen Bolschewiki 1917 entstanden, befand sich aber unter dem Einfluss der Zentralna Rada (ukrainisch für „Zentralrat“), einer bürgerlichen Koalition aus Sozialrevolutionären, Menschewiki, Sozial-Föderalisten und anderen, und stand in Opposition zu den Bolschewiki.

## Entwicklung
Nach dem Zerfall der Habsburgermonarchie wurde die Westukrainische Volksrepublik, gebildet aus Teilen der ehemaligen Kronländer Königreich Galizien und Lodomerien (Galizien), Herzogtum Bukowina (Bukowina) sowie des nördlichen Ungarn, am 1. November 1918 in Lwiw proklamiert. Die ursprünglich für den 3. November 1918 geplante Proklamation war vorgezogen worden, nachdem die ukrainischen Aktivisten erfahren hatten, dass die am 28. Oktober gegründete Polnische Liquidationskommission beabsichtigte, von Krakau nach Lwiw umzuziehen. Als in Lwiw am 22. November 1918 aber polnische Truppen die Oberhand gewinnen konnten, wurden der Regierungs- und Parlamentssitz über Tarnopol nach Stanislau verlegt. Am 3. Januar 1919 fand die erste Parlamentssitzung in Stanislau statt.
Am 7. Dezember 1917 hatten ukrainische Bolschewiki zunächst im ostukrainischen Charkow die Ukrainische Sozialistische Sowjetrepublik gegründet und im Januar 1919 hatten ihre Truppen Kiew eingenommen.
Am 22. Januar 1919 beschloss das Parlament die Vereinigung mit der am 20. November 1917 gegründeten Ukrainischen Volksrepublik (Ukrajinska Narodna Respublika). Dies geschah allerdings unter dem Vorbehalt, dass das Gebiet der Westukrainischen Volksrepublik einen weitgehenden Autonomiestatus bekäme, da es sich von den zentral- und ostukrainischen Gebieten auf Grund seiner historischen Entwicklung stark unterscheide.
Im Mai 1919 konnte Polen auch in Stanislau durch eine Machtergreifung seitens der polnischen Bevölkerungsgruppe die Oberhand gewinnen. Im Juli 1919 besetzte Polen auch die letzten Teile der Westukrainischen Volksrepublik. Am 21. November 1919 sprach der Hohe Rat der Pariser Friedenskonferenz Ostgalizien für 25 Jahre Polen zu.
Um gemeinsam mit Polen gegen die Bolschewiki kämpfen zu können, verzichtete die Menschewiki-Regierung der Ukrainischen Volksrepublik unter Symon Petljura am 21. April 1920 auf alle ukrainischen Ansprüche auf Ostgalizien. Nach diesem Abkommen fühlten sich die galizischen Ukrainer verraten, wechselten zu den Bolschewiki und der Roten Armee über und schlossen sich der Ukrainischen Sozialistischen Sowjetrepublik an, was die Kräfteverhältnisse im Bürgerkrieg in der Ukraine verschob.
Am 25. April 1920 überschritt die polnische Armee im Polnisch-Sowjetischen Krieg die galizische Ostgrenze und besetzte am 7. Mai 1920 für sechs Wochen Kiew. Ostgalizien wurde zeitweise von der Roten Armee besetzt. Im Juni 1920 belagerte ein Teil der Roten Armee unter Alexander Jegorow Lwiw. Im Vertrag von Riga 1921 fiel das Gebiet der Westukrainischen Volksrepublik aber an Polen, Rumänien und die Tschechoslowakei.